# Techo y comida
Pour plus de détails, voir Fiche technique et Distribution.
Techo y comida est un film espagnol réalisé par Juan Miguel del Castillo, sorti en 2015.

## Synopsis
Une mère célibataire se débat avec la précarité.

## Fiche technique
- Titre : Techo y comida
- Réalisation : Juan Miguel del Castillo
- Scénario : Juan Miguel del Castillo
- Musique : Miguel Carabante et Daniel Quiñones
- Photographie : Manuel Montero et Rodrigo Rezende
- Montage : Juan Miguel del Castillo
- Production : Germán García et Alfred Santapau
- Société de production : Diversa Audiovisual
- Pays :  Espagne
- Genre : Drame
- Durée : 93 minutes
- Date de sortie : 
  - Espagne : 4 décembre 2015

## Distribution
- Natalia de Molina : Rocío
- Jaime López : Adrián
- Natalia Roig : Belén
- Mariana Cordero : María
- Montse Torrent : Ani
- Manuel Tallafé : Nacho
- Gaspar Campuzano : Alfonso
- Mercedes Hoyos : Antonia
- María Duarte : Pilar
- Sasha Cocola : Dani

## Distinctions
Le film a été nommé pour trois prix Goya et a remporté  le prix Goya de la meilleure actrice pour Natalia de Molina.